# Örsnibbspiercing

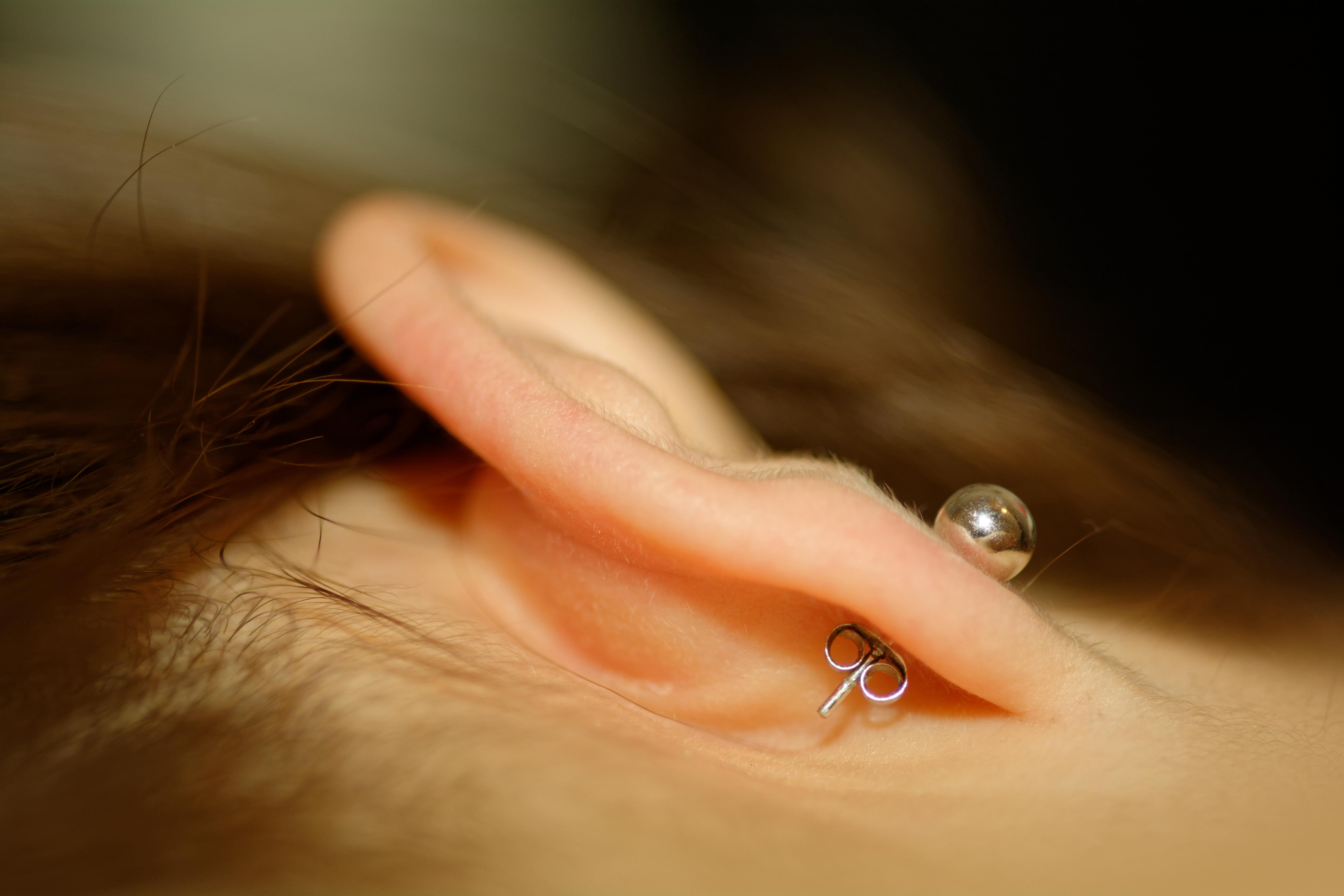
Hur ett örhänge är fäst i örat.

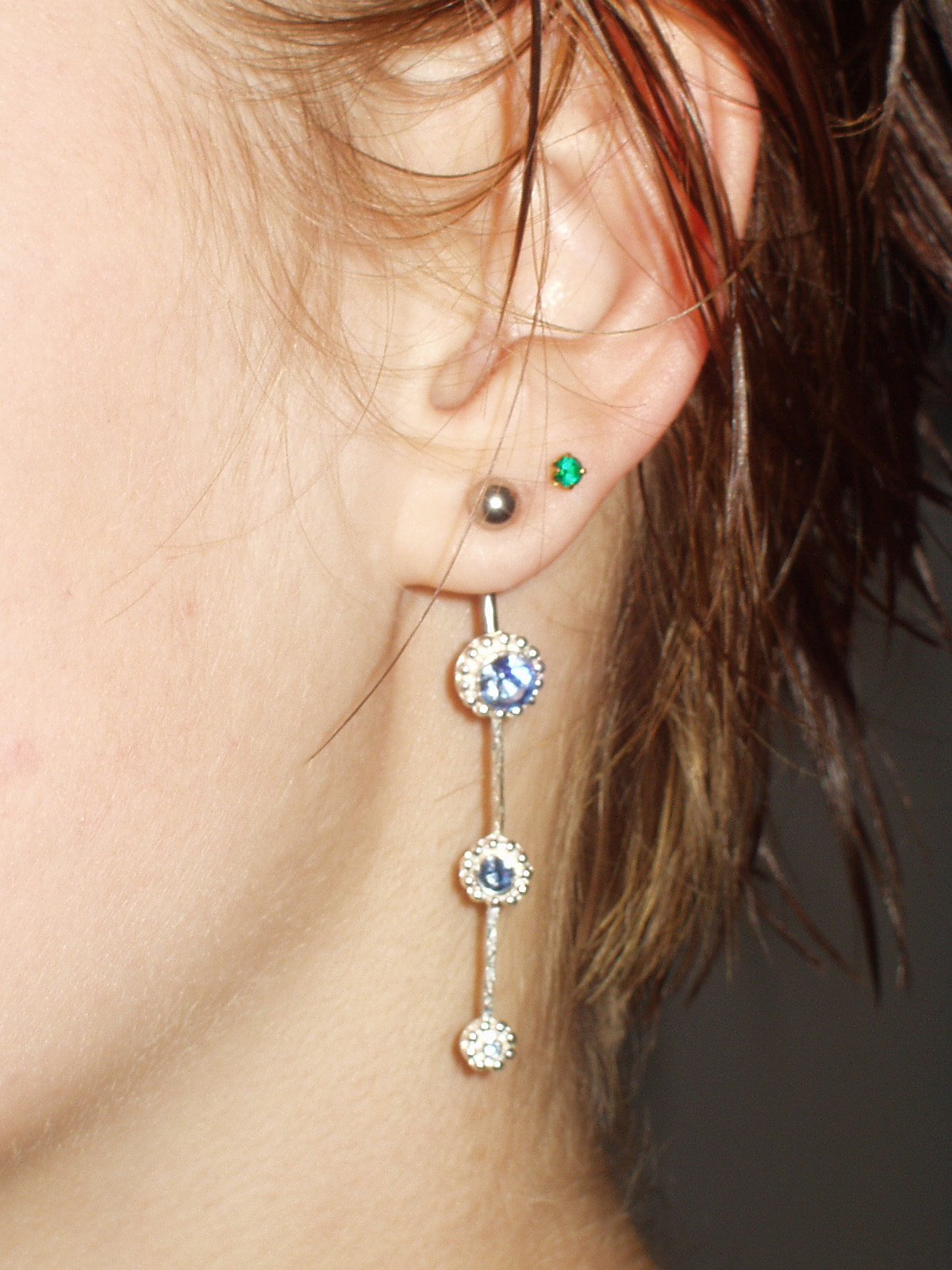
Piercad örsnibb

Porträtt från 1586 på svenska adelsmannen Erik Brahe med örhänge.

Örsnibbspiercing, engelska ear piercing, ofta benämnt "hål i öronen", kallas det att ha hål i en örsnibb för att däri ha ett örhänge eller smycke av något slag. Hål i öronen är en av världens äldsta och vanligaste kroppsbesmyckningar och har i västvärlden varit den vanligaste och mest accepterade piercingen.
Män har ofta bara den ena örsnibben piercad, medan kvinnor oftast har tagit hål i båda örsnibbarna.[källa behövs] Variationer förekommer och vissa personer väljer att tänja ut sina örsnibbspiercingar med speciella töjningssmycken, beroende på kultur och tradition. Många har inte bara ett hål per örsnibb, uta flera på varje öra. Hålen tas oftast med håltagningspistol, men kan också tas med nål hos en utbildad piercare. Vid håltagning får man så kallad läkörhängen av barbelltyp med tjockare stav än vanliga örhängen för att underlätta läkningen. Läkningen tar mellan sex och åtta veckor.

## Historia
Smyckesformen förekommer såväl på kvinnor som män och har traditionellt förekommit över hela världen, på alla kontinenter. Det finns bevis från Mellanöstern på att örhängen förekom så tidigt som sex tusen år sedan. I många kulturer har man även tänjt ut hålen, med en så kallad töjning. I andra kulturer, där smycken setts som ett bevis på rikedom, har hål i öronen varit ett sätt att visa sin status i samhället. I vissa kulturer har antalet hål i öronen visat på hur rik man var, med följd att man i de kulturerna haft väldigt många hål i öronen. I andra kulturer har örsnibbspiercingar trotts ha magiska eller religiösa betydelser. I vissa kulturer har man trott att andar kommer in genom öronen, men att användandet av örsnibbspiercingar stöter bort andarna.
I en del kulturer, som i Indien och bland Tchikrinfolket i Brasilien, tog man hål i barnens öron kort efter deras födsel. Bland tchikrinfolket innefattade det även pojkar. På Borneo tar föräldrar hål i sina barns öron för att visa att barnen tillhör dem. På flera ställen i Bibeln omnämns hål i öronen. I Europa förlorade hål i öronen en del av sin status under medeltiden, för att sedan komma tillbaka igen under renässansen när både förmögna kvinnor och män bar örhängen för att visa sin status.
I USA förlorade hål i öronen en del av sin status under 1920-talet, för att sedan komma tillbaka igen under 1960-talet, då framförallt bland kvinnor och flickor. Under 1970-talet utvecklades håltagningspistolen. I USA har hål i öronen därefter varit vanligast bland kvinnor, även om det även är vanligt bland män i vissa grupper.

## Örsnibbspiercing i kulturen
Det brukar sägas att sjömän använde hål i öronen för att visa att de hade rest runt jorden eller korsat ekvatorn, att ett hål i ett öra skulle förbättra sjömannens syn, samt att ett örhänge i guld skulle betala för en sjömans begravning om han hittades död på en strand.

## Örsnibbspiercingar bland män
Historiskt har både män och kvinnor burit örhängen. Mellan 1920-talet och 1960-talet bars få örhängen överhuvudtaget, och när det kom ett uppsving under 1960-talet var det mest bland kvinnor och flickor. I slutet av 1960-talet började dock en uppåttrend märkas även bland män, delvis på grund av gay- och hippiekulturen. Under 70-talet började punkrockare ta hål i öronen, och andra musiker tog snart efter, för att sedan spridas ännu mer. Under 1980- och 1990-talet var åsikten att en man var homosexuell om han bara hade hål i ett öra, oftast det högra. Den inställningen försvann dock med tiden.

## Töjning
Det förekommer även att man töjer örsnibbspiercingen till en större storlek, ofta för att sätta in en så kallad tunnel. Om man inte töjer till mer än 8 mm går töjningen tillbaka efter ett par månader, men får en större sannolikhet att bli permanent ju längre man kommer över dessa 8 mm. Det är egentligen upp till personen om hålet tar längre tid på sig att gå ihop.